# Aleksey Prokurorov
Aleksey Alekseyevitch Prokourorov (en russe : Алексей Алексеевич Прокуроров), né le 25 mars 1964 à Misino et mort le 10 octobre 2008 à Vladimir, est un fondeur russe.
Il est champion olympique du trente kilomètres en 1988 et champion du monde sur cette distance en 1997.

## Biographie
Prokurorov commence sa carrière dans la Coupe du monde en 1984 à Mourmansk (17e). En 1985, il se met en avant à l'Universiade, dont il revient avec trois médailles. Deux ans plus tard, il devient victorieux a ce niveau en gagnant le trente kilomètres de Lahti.
Deuxième de la course pre-olympique de Kavgolovo en janvier 1988 (trente kilomètres classique), il remporte le titre olympique à Calgary sur le même format devant son compatriote Vladimir Smirnov en finissant mieux que ses adversiares. S'il est 18e et 38e sur les autres courses individuelles, il prend la médaille d'argent sur le relais avec Vladimir Smirnov, Vladimir Sakhnov et Mikhail Devyatyarov. Cela reste ses deux seules médailles olympiques. En 1992, son meilleur résultat est quatrième sur le cinquante kilomètres, résultat qu'il obtient également aux Jeux olympiques de Nagano en 1998.
Dans les Championnats du monde, il compte six podiums, avec de l'ordre le bronze au cinquante kilomètres en 1989 à Lahti, au relais en 1993 à Falun, puis au trente kilomètres classique en 1995 à Thunder Bay. Aux Championnats du monde 1997 à Trondheim, il réussit sa meilleure compétition, remportant la médaille d'or au trente kilomètres libre, la médaille d'argent au dix kilomètres classique et la médaille de bronze en relais. 1996-1997 n'est pourtant pas sa meilleure saison en Coupe du monde (dixième du général), mais suit deux hivers, où son bilan est deux quatrièmes places au classement général et une victoire chaque saison. Ses succès les plus prestigieux sont signés au Festival de ski de Holmenkollen sur le cinquante kilomètres classique en 1993 et 1998, qui représente aussi sa neuvième et ultime victoire dans l'élite.
Il se retire de la compétition en 2002, année de sa cinquième participation aux Jeux olympiques, à Salt Lake City, où il est 28e et 29e.
Il devient l'entraîneur de l'équipe russe féminine de ski de fond en 2006.
Le 10 octobre 2008, il meurt d'un accident de voiture, percurté par un conducteur ivre.

## Palmarès

### Jeux olympiques
- Jeux olympiques d'hiver de 1988 à Calgary  Canada:
  -  Médaille d'or sur 30 km.
  -  Médaille d'argent en relais 4 × 10 km.

### Championnats du monde
- Championnats du monde de ski nordique 1989 à Lahti  Finlande:
  -  Médaille de bronze sur 50 km.
- Championnats du monde de ski nordique 1993 à Falun  Suède:
  -  Médaille de bronze en relais 4 × 10 km.
- Championnats du monde de ski nordique 1995 à Thunder Bay  Canada:
  -  Médaille de bronze sur 30 km.
- Championnats du monde de ski nordique 1997 à Trondheim  Norvège:
  -  Médaille d'or sur 30 km.
  -  Médaille d'argent sur 10 km.
  -  Médaille de bronze en poursuite.

### Coupe du monde
- Meilleur classement général: 4e en 1995 et 1996.
- 22 podiums individuels dont 9 victoires.
- 1 victoire en relais.

#### Liste des victoires
| Date             | Lieu                       | Pays     | Discipline       |
| ---------------- | -------------------------- | -------- | ---------------- |
| 1º mars 1987     | Lahti                      | Finlande | 30 km L          |
| 6 mars 1990      | Trondheim                  | Norvège  | 15 km C          |
| 13 mars 1993     | Oslo                       | Norvège  | 50 km C          |
| 19 mars 1994     | Thunder Bay                | Canada   | 50 km L          |
| 14 décembre 1994 | Tauplitzalm                | Autriche | 15 km C          |
| 10 février 1996  | Kavgolovo                  | Russie   | 30 km C          |
| 7 décembre 1997  | Santa Caterina di Valfurva | Italie   | Relais 4 x 10 km |
| 14 mars 1998     | Oslo                       | Norvège  | 50 km C          |

Légende : C = clasique, L = libre

#### Classements détaillés
| Saison / Épreuve | Saison / Épreuve | Général | Général |
| ---------------- | ---------------- | ------- | ------- |
| Saison / Épreuve | Saison / Épreuve | Class.  | Points  |
| 1983-1984        | 1983-1984        | 54e     | 4       |
| 1985-1986        | 1985-1986        | 18e     | 21      |
| 1986-1987        | 1986-1987        | 6e      | 62      |
| 1987-1988        | 1987-1988        | 9e      | 57      |
| 1988-1989        | 1988-1989        | 10e     | 43      |
| 1989-1990        | 1989-1990        | 14e     | 30      |
| 1990-1991        | 1990-1991        | 18e     | 36      |
| 1991-1992        | 1991-1992        | 20e     | 26      |
| 1992-1993        | 1992-1993        | 9e      | 251     |
| 1993-1994        | 1993-1994        | 9e      | 294     |
| 1995-1996        | 1995-1996        | 4e      | 544     |
| 1996-1997        | 1996-1997        | 10e     | 290     |
| 1997-1998        | 1997-1998        | 14e     | 207     |
| 1998-1999        | 1998-1999        | 9e      | 366     |
| 1999-2000        | 1999-2000        | 36e     | 165     |
| 2000-2001        | 2000-2001        | 29e     | 169     |
| 2001-2002        | 2001-2002        | 134e    | 4       |

## Distinction
Il reçoit la Médaille Holmenkollen en 1998.